# Rusianówka

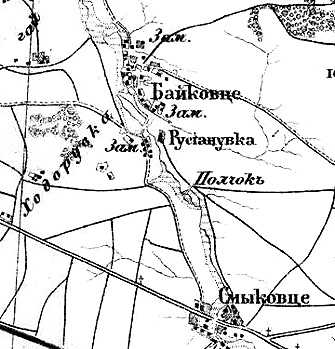
Mapa topograficzna z 1917 roku

Rusianówka (ukr. Русанівка) – dawniej samodzielna wieś na Ukrainie w rejonie tarnopolskim należącym do obwodu tarnopolskiego. Po II wojnie światowej włączona do wsi Bajkowce.
Stanowi południowo-wschodnią część Bajkowiec, wzdłuż ulicy Rusianowskiej nad rzeką Hnizdeczną.

## Historia
Rusianówka to dawniej samodzielna wieś. W II Rzeczypospolitej stanowiła gminę jednostkową Rusianówka w powiecie tarnopolskim w województwie tarnopolskim.
1 sierpnia 1934 r. w ramach reformy na podstawie ustawy scaleniowej Rusianówka weszła w skład nowej zbiorowej gminy Łozowa, gdzie we wrześniu 1934 utworzyła gromady Rusianówka.
Podczas II wojny światowej w gminie Szlachcińce.
Po wojnie włączona w struktury ZSRR.